# Јасна Жалица
Јасна Жалица (Сарајево, 1968) босанскохерцеговачка је глумица. Најпознатија је по својим улогама у серији Луд, збуњен, нормалан и у филму Таква су правила.

## Биографија
Јасна Жалица је рођена 1968. године у Сарајеву, у којем је завршила основну и средњу школу. Након завршене школе, паралелно је студирала новинарство и глуму на Академији сценских умјетности 1991. године. Прву значајну позоришну улогу је имала у представи Хотел Плаза из 1991. године.
Глумила је у серији Успјех, која је снимана у Загребу, али већу популарност јој је донела серија Луд, збуњен нормалан у којој је играла улогу кућне помоћнице Шефике. Након двије снимљене сезоне напустила је серију због ниског хонорара. 2020. се вратила у новим сезонама серије. Такође је током каријере глумила у бројним босанскохерцеговачким филмовима попут: Гори ватра, Тешко је бити фин, Таква су правила и Добар дан за посао.
Такође, током каријере освојила је бројне награде. Добила је награду за најбољу женску улогу у филму Таква су правила, који је премијерно приказан на фестивалу у Венецији. На филмском фестивалу у Стокхолму је проглашена за најбољу женску глумицу у том филму. 2016. године добила је награду на Позоришним/Казалишним играма Босне и Херцеговине у Јајцу.

## Лични живот
Удата је за Пјера Жалицу, са којим има сина Исмара.

## Филмографија
| Год.             | Назив                            | Улога             |
| ---------------- | -------------------------------- | ----------------- |
| 1990-е           |                                  |                   |
| 1997.            | Савршени круг                    |                   |
| 2000-е           |                                  |                   |
| 2001.            | Прво смртно искуство             | Сузи Малоне       |
| 2002.            | Десет минута (кратки филм)       | Мајка             |
| 2003.            | Гори ватра                       | Хитка             |
| 2003.            | 42 1/2 (кратки филм)             | Продавачица       |
| 2004.            | Код амиџе Идриза                 | Буба              |
| 2004.            | Сан зимске ноћи                  | Марија            |
| 2005.            | Прва плата (кратки филм)         |                   |
| 2006.            | Грбавица                         | Плема             |
| 2006.            | Све џаба                         | Спавачева жена    |
| 2007.            | Пјешчаник                        | Марија Сам        |
| 2007.            | Тешко је бити фин                | Медицинска сестра |
| 2007−2008; 2020. | Луд, збуњен, нормалан            | Шефика Рондић     |
| 2008.            | Кино Лика                        | Јосина жена       |
| 2009.            | Мајка (кратки филм)              |                   |
| 2010-е           |                                  |                   |
| 2010.            | Жена са сломљеним носем          | Јадранка          |
| 2010.            | На путу                          | Чуварица          |
| 2013.            | Сретна Нова година (кратки филм) | Супруга           |
| 2014.            | Таква су правила                 | Маја              |
| 2017.            | Pink Elephant                    | Злата             |
| 2018.            | Добар дан за посао               |                   |
| 2018.            | What's this country called now?  | Аидина мајка      |
| 2019.            | Успјех (ТВ серија)               | Вера              |
| 2020-е           |                                  |                   |
| 2020.            | Концентриши се, баба             |                   |
| 2023.            | Мајка Мара                       | Весна             |